# Představitelé Jün-nanu
Představitelé Jün-nanu stojí v čele správy provincie. V čele správy Jün-nanu stojí guvernér (šeng-čang, 省长) řídící lidovou vládu Jün-nanu (Jün-nan-šeng žen-min čeng-fu, 云南省人民政府). Nejvyšší politické postavení v provincii má však tajemník jünnanského provinčního výboru Komunistické strany Číny, vládnoucí politické strany provincie i celého státu. K dalším předním představitelům Jün-nanu patří předseda provinčního lidového shromáždění (zastupitelského sboru) a předseda provinčního výboru Čínského lidového politického poradního shromáždění (ČLPPS).
V politickém systému Čínské lidové republiky, analogicky k centrální úrovni, má příslušný regionální výbor komunistické strany v čele s tajemníkem ve svých rukách celkové vedení, lidová vláda v čele guvernérem (u provincie) nebo starostou (u města) řídí administrativu regionu, lidové shromáždění plní funkce zastupitelského sboru a lidové politické poradní shromáždění má poradní a konzultativní funkci.

## Tajemníci jünnanského provinčního výboru Komunistické strany Číny (od 1950)
Jünnanské komunisty po roce 1950 vedl provinční výbor strany v čele s tajemníkem, od poloviny padesátých let prvním tajemníkem. Po zřízení provinčního revolučního výboru v srpnu 1968 jeho předseda stanul i v čele komunistů provincie. Od června 1971 opět fungoval provinční výbor strany v čele s prvním tajemníkem. Od poloviny 80. let v čele jünnanského provinčního výboru KS Číny stojí tajemník s několika zástupci tajemníka.
Ve sloupci „Další funkce“ jsou uvedeny nejvýznamnější úřady zastávané současně s výkonem funkce tajemníka jünnanského výboru strany, zejména jiné vrcholné jünnanské úřady, případně pozdější působení v politbyru a stálém výboru politbyra.
| Jméno (životní data)                  | Od            | Do            | Další funkce a poznámky |
| ------------------------------------- | ------------- | ------------- | --- |
| Sung Žen-čchiung (宋任穷) (1909–2005) | únor 1950     | červenec 1952 | později místopředseda celostátního výboru ČLPPS (1965–1983), kandidát politbyra ÚV KS Číny (1966–1967), člen politbyra ÚV KS Číny (1982–1987), místopředseda ústřední poradní komise KS Číny (1985–1992)                                                      |
| Sie Fu-č’ (谢富治) (1909–1972)        | červenec 1952 | srpen 1959    | předseda jünnanského provinčního výboru ČLPPS (1955–1959), ministr veřejné bezpečnosti (1959–1972), kandidát politbyra ÚV KS Číny (1966–1969), předseda pekingského revolučního výboru (1967–1972), člen politbyra ÚV KS Číny (1969–1972)                     |
| Jen Chung-jen (阎红彦) (1909–1967)    | srpen 1959    | leden 1967    | předseda jünnanského provinčního výboru ČLPPS (1963–1967) |
| Čou Sing (周兴) (1905–1975)           | červen 1971   | říjen 1975    | guvernér Jün-nanu (1965–1966), předseda jünnanského revolučního výboru (1970–1975) |
| Ťia Čchi-jün (贾启允) (1914–2004)     | říjen 1975    | únor 1977     | předtím první tajemník kuejčouského provinčního výboru KS Číny (1965–1967), předseda jünnanského revolučního výboru (1975–1977) |
| An Pching-šeng (安平生) (1917–1999)   | únor 1977     | červenec 1985 | předtím první tajemník kuangsijského oblastního výboru KS Číny (1975–1977), předseda jünnanského revolučního výboru (1977–1979), předseda jünnanského provinčního výboru ČLPPS (1977–1979), předseda jünnanského provinčního lidového shromáždění (1980–1983) |
| Pchu Čchao-ču (普朝柱) (1929–2002)    | červenec 1985 | červen 1995   | předtím guvernér Jün-nanu (1983–1985) |
| Kao Jen (高严) (* 1942)               | červen 1995   | srpen 1997    | předtím guvernér Ťi-linu (1992–1995) |
| Ling-chu An (令狐安) (* 1946)         | srpen 1997    | říjen 2001    | předseda jünnanského provinčního výboru ČLPPS (1998–2001) |
| Paj En-pchej (白恩培) (* 1946)        | říjen 2001    | srpen 2011    | předtím guvernér Čching-chaje (1997–1999), první tajemník čchingchajského provinčního výboru KS Číny (1999–2001), předseda jünnanského provinčního lidového shromáždění (2003–2012)                                                                           |
| Čchin Kuang-žung (秦光荣) (* 1950)    | srpen 2011    | říjen 2014    | guvernér Jün-nanu (2007–2011), předseda jünnanského provinčního lidového shromáždění (2012–2015) |
| Li Ťi-cheng (李纪恒) (* 1957)         | říjen 2014    | srpen 2016    | guvernér Jün-nanu (2011–2014), předseda jünnanského provinčního lidového shromáždění (2015–2017), později tajemník vnitromongolského oblastního výboru KS Číny (2016–2019), ministr občanských záležitostí (2019–2022)                                        |
| Čchen Chao (陈豪) (* 1954)            | srpen 2016    | listopad 2020 | guvernér Jün-nanu (2014–2016), předseda jünnanského provinčního lidového shromáždění (2017–2021) |
| Žuan Čcheng-fa (阮成发) (* 1957)      | listopad 2020 | říjen 2021    | guvernér Jün-nanu (2016–2020), předseda jünnanského provinčního lidového shromáždění (2021) |
| Wang Ning (王宁) (* 1961)             | říjen 2021    | v úřadu       | předseda jünnanského provinčního lidového shromáždění (2022– ) |

## Guvernéři Jün-nanu (od 1950)
Od září 1979 v čele civilní administrativy provincie Jün-nan stojí guvernér řídící lidovou vládu provincie. Předtím od roku 1950 do dubna 1955 provincii spravovala lidová vláda v čele s předsedou, poté lidový výbor v čele s guvernérem. Od srpna 1968 do prosince 1979 správu provincie vedl revoluční výbor Jün-nanu v čele s předsedou.
| Jméno (životní data)                 | Od            | Do            | Další funkce a poznámky |
| ------------------------------------ | ------------- | ------------- | --- |
| Čchen Keng (陈赓) (1903–1961)        | březen 1950   | únor 1955     | později zástupce náčelníka generálního štábu ČLOA (1954–1959), náměstek ministra obrany (1959–1961) |
| Kuo Jing-čchiou (郭影秋) (1909–1985) | únor 1955     | listopad 1958 | |
| Jü I-čchuan (丁一川) (1917–1990)     | listopad 1958 | leden 1965    | |
| Čou Sing (周兴) (1905–1975)          | leden 1965    | 1966          | poprvé |
| Tchan Fu-žen (谭甫仁) (1910–1970)    | srpen 1968    | prosinec 1970 | |
| Čou Sing (周兴) (1905–1975)          | prosinec 1970 | říjen 1975    | podruhé, první tajemník jünnanského provinčního výboru KS Číny (1971–1975) |
| Ťia Čchi-jün (贾启允) (1914–2004)    | říjen 1975    | únor 1977     | předtím první tajemník kuejčouského provinčního výboru KS Číny (1965–1967), první tajemník jünnanského provinčního výboru KS Číny (1975–1977) |
| An Pching-šeng (安平生) (1917–1999)  | únor 1977     | prosinec 1979 | předtím první tajemník kuangsijského oblastního výboru KS Číny (1975–1977), první tajemník jünnanského provinčního výboru KS Číny (1977–1985), předseda jünnanského provinčního výboru ČLPPS (1977–1979), předseda jünnanského provinčního lidového shromáždění (1980–1983) |
| Liou Ming-chuej (刘明辉) (1914–2010) | prosinec 1979 | duben 1983    | předseda jünnanského provinčního výboru ČLPPS (1959–1963), předseda jünnanského provinčního lidového shromáždění (1983–1985) |
| Pchu Čchao-ču (普朝柱) (1929–2002)   | duben 1983    | srpen 1985    | tajemník jünnanského provinčního výboru KS Číny (1985–1995) |
| Che Č’-čchiang (和志强) (1934–2007)  | srpen 1985    | leden 1998    | nasijské národnosti |
| Li Ťia-tching (李嘉廷) (* 1944)      | leden 1998    | červen 2001   | |
| Sü Žung-kchaj (徐荣凯) (* 1942)      | červen 2001   | listopad 2006 | |
| Čchin Kuang-žung (秦光荣) (* 1950)   | leden 2007    | srpen 2011    | tajemník jünnanského provinčního výboru KS Číny (2011–2014), předseda jünnanského provinčního lidového shromáždění (2012–2015) |
| Li Ťi-cheng (李纪恒) (* 1957)        | srpen 2011    | říjen 2014    | tajemník jünnanského provinčního výboru KS Číny (2014–2016), předseda jünnanského provinčního lidového shromáždění (2015–2017) |
| Čchen Chao (陈豪) (* 1954)           | říjen 2014    | prosinec 2016 | tajemník jünnanského provinčního výboru KS Číny (2016–2020), předseda jünnanského provinčního lidového shromáždění (2017–2021) |
| Žuan Čcheng-fa ( 阮成发) (* 1957)    | prosinec 2016 | listopad 2020 | tajemník jünnanského provinčního výboru KS Číny (2020–2021), předseda jünnanského provinčního lidového shromáždění (2021) |
| Wang Jü-po ( 王予波) (* 1963)        | listopad 2020 | v úřadu       | |

## Předsedové jünnanského provinčního lidového shromáždění (od 1980)
| Jméno (životní data)                 | Od          | Do            | Další funkce a poznámky |
| ------------------------------------ | ----------- | ------------- | --- |
| An Pching-šeng (安平生) (1917–1999)  | leden 1980  | duben 1983    | předtím první tajemník kuangsijského oblastního výboru KS Číny (1975–1977), první tajemník jünnanského provinčního výboru KS Číny (1977–1985), předseda jünnanského revolučního výboru (1977–1979), předseda jünnanského provinčního výboru ČLPPS (1977–1979) |
| Liou Ming-chuej (刘明辉) (1914–2010) | duben 1983  | srpen 1985    | předseda jünnanského provinčního výboru ČLPPS (1959–1963), guvernér Jün-nanu (1979–1983) |
| Li Kuej-jing (李桂英) (1927–2020)    | srpen 1985  | květen 1993   | |
| Jin Ťün (尹俊) (1932–2011)           | květen 1993 | leden 2003    | |
| Paj En-pchej (白恩培) (* 1946)       | leden 2003  | srpen 2011    | předtím guvernér Čching-chaje (1997–1999), první tajemník čchingchajského provinčního výboru KS Číny (1999–2001), tajemník jünnanského provinčního výboru KS Číny (2001–2011)                                                                                 |
| Čchin Kuang-žung (秦光荣) (* 1950)   | únor 2012   | leden 2015    | guvernér Jün-nanu (2007–2011), tajemník jünnanského provinčního výboru KS Číny (2011–2014) |
| Li Ťi-cheng (李纪恒) (* 1957)        | leden 2015  | září 2016     | guvernér Jün-nanu (2011–2014), tajemník jünnanského provinčního výboru KS Číny (2014–2016) |
| Čchen Chao (陈豪) (* 1954)           | leden 2017  | listopad 2020 | guvernér Jün-nanu (2014–2016), tajemník jünnanského provinčního výboru KS Číny (2016–2020) |
| Žuan Čcheng-fa (阮成发) (* 1957)     | leden 2021  | listopad 2021 | guvernér Jün-nanu (2016–2020), tajemník jünnanského provinčního výboru KS Číny (2020–2021) |
| Wang Ning (王宁) (* 1961)            | leden 2022  | v úřadu       | tajemník jünnanského provinčního výboru KS Číny (2021– ) |

## Předsedové jünnanského provinčního výboru Čínského lidového politického poradního shromáždění (ČLPPS, od 1955)
| Jméno (životní data)                 | Od            | Do            | Další funkce a poznámky |
| ------------------------------------ | ------------- | ------------- | --- |
| Sie Fu-č’ (谢富治) (1909–1972)       | únor 1955     | červenec 1959 | tajemník jünnanského provinčního výboru KS Číny (1952–1959) |
| Liou Ming-chuej (刘明辉) (1914–2010) | červenec 1959 | prosinec 1963 | předseda jünnanského provinčního lidového shromáždění (1983–1985), guvernér Jün-nanu (1979–1983) |
| Jen Chung-jen (阎红彦) (1909–1967)   | prosinec 1963 | leden 1967    | první tajemník jünnanského provinčního výboru KS Číny (1959–1967) |
| An Pching-šeng (安平生) (1917–1999)  | prosinec 1977 | prosinec 1979 | předtím první tajemník kuangsijského oblastního výboru KS Číny (1975–1977), první tajemník jünnanského provinčního výboru KS Číny (1977–1985), předseda jünnanského provinčního lidového shromáždění (1980–1983) |
| Li Čchi-ming (李啟明) (1915–2007)    | prosinec 1979 | duben 1983    | předtím guvernér Šen-si (1963–1966) |
| Ču Ťia-pi (朱家璧) (1910–1992)       | duben 1983    | srpen 1985    | |
| Liang Ťia (梁家) (1921–2014)         | srpen 1985    | květen 1988   | |
| Liou Šu-šeng (刘树生) (1926–2014)    | květen 1988   | leden 1998    | |
| Ling-chu An (令狐安) (* 1946)        | leden 1998    | říjen 2001    | tajemník jünnanského provinčního výboru KS Číny (1997–2001) |
| Jang Čchung-chuej (杨崇汇) (* 1945)  | říjen 2001    | 2007          | |
| Wang Süe-žen (王学仁) (* 1946)       | 2007          | březen 2012   | |
| Luo Čeng-fu (罗正富) (* 1952)        | březen 2012   | leden 2018    | |
| Li Ťiang (李江) (* 1958)             | leden 2018    | leden 2023    | |
| Liou Siao-kchaj (刘晓凯) (* 1962)    | leden 2023    | v úřadu       | předseda kuejčouského provinčního výboru ČLPPS (2018–2023) |